# Gluvreklett Glacier
Gluvreklett Glacier är en glaciär i Antarktis. Den ligger i Östantarktis. Norge gör anspråk på området. Gluvreklett Glacier ligger 1 978 meter över havet.
Terrängen runt Gluvreklett Glacier är varierad.  Trakten är obefolkad. Det finns inga samhällen i närheten. 